# Им Э Джи
Им Э Джи (род. 11 мая 1999[…], Хвасун, Чолла-Намдо) — корейская боксёрша. Бронзовый призёр Олимпийских игр 2024 года.

## Карьера
В 2017 году стала чемпионкой мира в категории до 60 кг на юниорском чемпионате планеты, который проходил в Индии. В 2018 году приняла участие в Азиатских играх в Джакарте, в соревнованиях по боксу уступила в четвертьфинале спортсменке из Китая.
На Олимпийских играх в Токио, которые проходили летом 2021 года, корейская спортсменка в весовой категории до 57 кг во второй раунде уступила австралийской спортсменке Скай Николсон.
На летних Олимпийских играх 2024 года в Париже, корейская спортсменка завоевала бронзовую медаль, в полуфинале уступила дорогу к титулу спортсменке из Турции Хатидже Акбаш.